# AF2011-A1 «Second Century»

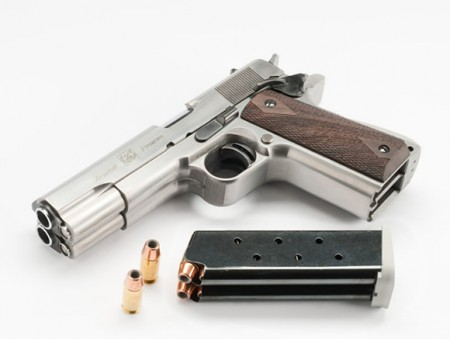
AF2011-A1 із зарядженим магазином та набоями

AF2011-A1 «Second Century» (укр. AF2011-A1 «Друге століття») — двоствольний самозарядний пістолет виробництва італо-російської компанії Arsenal Firearms. Також відомий під неофіційною назвою «Twenty Eleven» (укр. Двадцять-Одинадцять).
Вартість пістолета — $4799 — $7224.

## Історія
Історія створення пістолета детально описана на сайті виробника:
Двоствольний пістолет AF2011-A1 є першим серійним двоствольним самозарядним пістолетом. Початкова ідея з'явилась близько 10 років тому: швейцарський зброяр Вівіан Мюллер спробував спаяти разом частини відомого пістолета SIG P210. Результатом став великий двоствольний 9 мм пістолет, який справді чудово стріляв. Наша ідея була ще більшою: на честь 100-річчя легендарного Кольта 1911-А1 ми випустили на ринок перший серійний двоствольний пістолет калібру .45. Ми досягли успігу протягом короткого проміжку часу в 6 місяців після інтенсивного цілодобового 3D-проектування, стереолітографічного моделювання та обробки деталей.

## Конструкція
По суті, AF2011-A1 — це 2 пістолети M1911, з'єднаних боковими поверхнями в єдине ціле. Його стволи, спускові гачки, магазини і курки з'єднані разом так, щоб при натиску на один гачок постріл відбувся одночасно з обох стволів. Залізний приціл розташований посередині між двома стволами.
Частина деталей AF2011-A1 є всзаємозамінними із деталями М1911: ударники, упори пружини, шептала, відвідні пружини, внутрішні деталі гнізда бойової пружини, пружини віддачі і стрижні пружин віддачі, коробка і внутрішні деталі магазина, приціли (включаючи пересувні приціли для вторинного ринку), болти і накладки для рукояток.

### Варіанти
Станом на вересень 2015 року пістолет випускався у трьох варіантах:
- Standard Model (Стандартна модель) — двоствольний пістолет на базі М1911.
- Dueller (Дуелянт) — має 6,5-дюймовий ствол з неіржавної сталі SUS416, зубчастий затвор, безпечну рукоятку типу магнум та спусковий гачок з можливістю налаштування.
- Dueller Prismatic — має дульні компенсатори (бокові отвори під кутом 45 градусів), 6,5-дюймовий ствол із нержавіючої сталі SUS416, зубчастий затвор, спусковий гачок з можливістю налаштування, безпечну рукоятку типу магнум або тактичну рукоятку G10.

## Тактико технічні характеристики
| Характеристика      | Standard Model | Dueller |
| ------------------- | --- | --- |
| Набої               | .45 ACP, .38 Super | .45 ACP, .38 Super |
| Принцип дії         | Короткий хід ствола | Короткий хід ствола |
| Місткість магазина  | 16 набоїв (2 паралельних магазини на 8 набоїв, скріплених спільною основою, які вставляються в рукоятку як єдине ціле). | 16 набоїв (2 паралельних магазини на 8 набоїв, скріплених спільною основою, які вставляються в рукоятку як єдине ціле). |
| Маса без набоїв, кг | 1.85 | 2 |
| Довжина, мм         | 220 | 260 |
| Довжина ствола, мм  | 125 | 165 |

## AF2011-A1 у масовій культурі

### У кінематографі
- Спектр — використовує злодій містер Гікс (виготовлений на замовлення модифікований пістолет, адаптований для стрільби холостими набоями)
- Оселя зла: Фінальна битва
- Ґотем — використовує детектив Джеймс Ґордон (сезон 3, серія 19)

### У відеоіграх
- Killing Floor 2 — AF2011-A1 є зброєю перку Стрілець.